# Westwood (Kansas)
Pour les articles homonymes, voir Westwood.
Westwood est une ville du Comté de Johnson (Kansas).
La population était de 1 506 habitants en 2010.